# Territorial Segunda División de Vizcaya
La Categoría Territorial Segunda División es la novena en Vizcaya, en el País Vasco.

## Sistema de Liga Territorial Segunda División
Consiste en dos grupos de 18 equipos.
Los 2 primeros de cada grupo ascienden directamente a la Primera División de Vizcaya. Los terceros de cada grupo juegan entre sí un play-off a ida y vuelta. En caso de quedar vacante algún puesto en la categoría superior, el ganador de estos play-offs lograría el ascenso. Si se considera necesario, los cuartos jugarán un torneo igual que los terceros, por si quedase vacante algún puesto en la categoría superior.
Descienden 3 equipos directamente de cada grupo. En caso de arrastres (descensos acarreados por descensos en categorías superiores) se jugarán a eliminatoria y a doble partido los equipos que hiciera falta.

## Equipos de la temporada 2024/25
| Grupo 1º                    | Grupo 2º            |
| Acero C.                    | Amorebieta "C"      |
| AFK Arrontegi F.K.          | Ariz "A"            |
| Atletismo Ortuella          | Bakio               |
| Balmaseda "B"               | Bermeo "B"          |
| Dinamo de San Juan C.F. “B” | Derio "B"           |
| Galea "B"                   | Erandio "B"         |
| Gazteak                     | Escolapios "A"      |
| Ibaiondo Nerbioi            | Etxebarri "B"       |
| Ikhoba "A"                  | Ibarsusi            |
| Iturgitxi                   | Indartsu            |
| Iturriagako                 | C.D. Mungia “B”     |
| Karrantza                   | Orduña              |
| Kastretxetxua               | C.D. Otxarkoaga "B" |
| Plentzia "A"                | Padura "B"          |
| Sopuerta                    | San Ignacio "B"     |
| Trapagaran "B"              | Sondika "B"         |
| Ugeraga "B"                 | Ugao                |
| Zorroza F.C.                | Uritarra "B"        |

## Otras Divisiones
| 1.ª  | Primera División de España              |
| 2.ª  | Segunda División de España              |
| 3.ª  | Primera División RFEF                   |
| 4.ª  | Segunda División RFEF                   |
| 5.ª  | Tercera División RFEF                   |
| 6.ª  | División de Honor de Vizcaya            |
| 7.ª  | Territorial Preferente de Vizcaya       |
| 8.ª  | Territorial Primera División de Vizcaya |
| 9.ª  | Territorial Segunda División de Vizcaya |
| 10.ª | Territorial Tercera División de Vizcaya |

- Datos: Q6143288